# Kalna (Buczkowice)

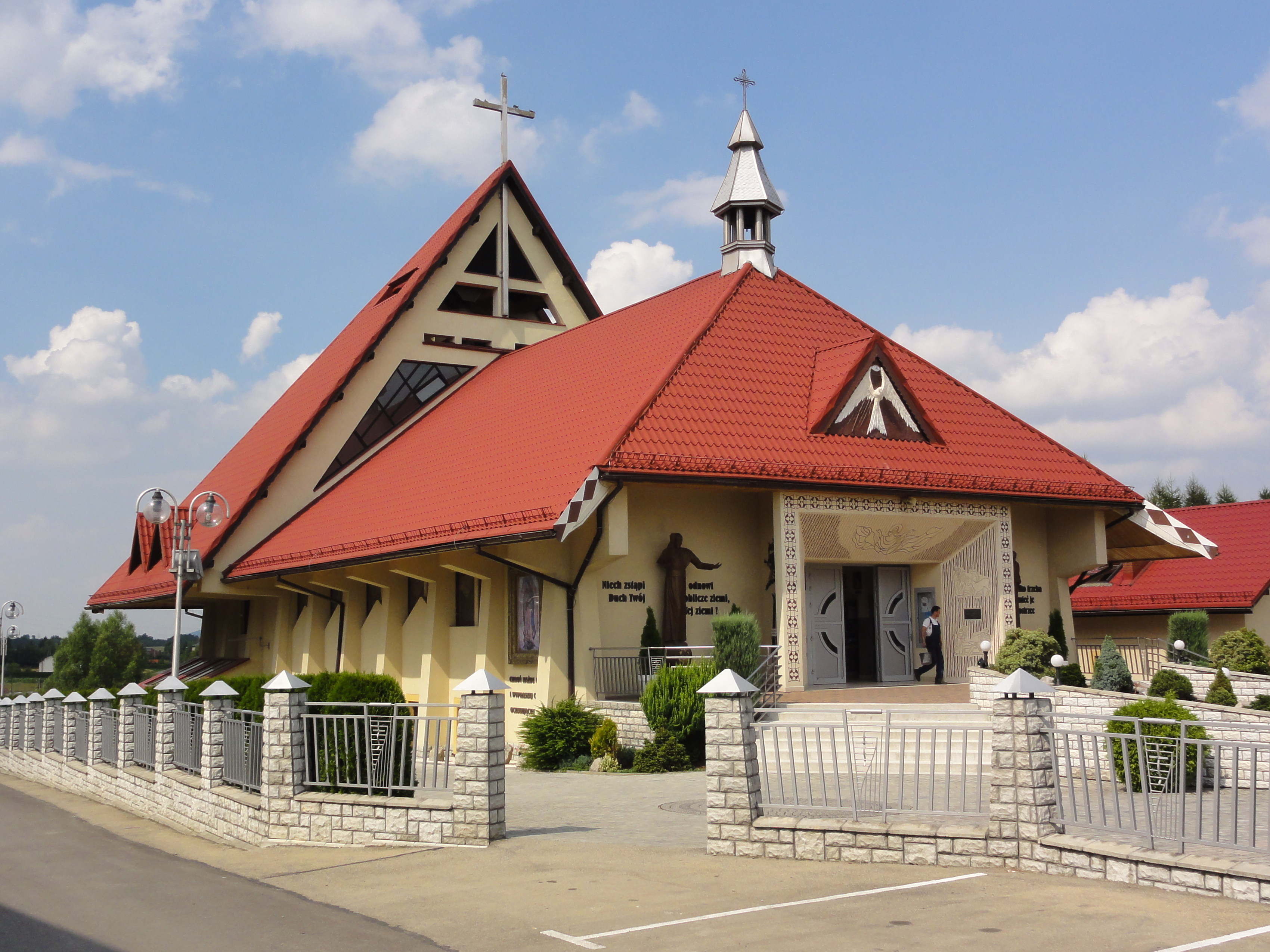
Katholische Kirche

Kalna ist eine Ortschaft mit einem Schulzenamt der Gemeinde Buczkowice im Powiat Bielski der Woiwodschaft Schlesien in Polen.

## Geographie
Kalna liegt im Saybuscher Becken (Kotlina Żywiecka).
Das Dorf hat eine Fläche von 130 ha.
Nachbarorte sind Rybarzowice im Norden, Łodygowice im Westen, Lipowa im Süden sowie Godziszka im Westen.

## Geschichte
Ursprünglich wurde das Dorf wieś Waska (Dorf der Waska, Waska ist ein Personenname) genannt und existierte vor 1630. Seit 1618 gehörte es zur Herrschaft Łodygowice.
Bei der Ersten Teilung Polens kam Kalna 1772 zum neuen Königreich Galizien und Lodomerien des habsburgischen Kaiserreichs (ab 1804). Nach der Aufhebung der Patrimonialherrschaften bildete es ab 1850 eine Gemeinde im Bezirk und Gerichtsbezirk Biała. 1918, nach dem Ende des Ersten Weltkriegs und dem Zusammenbruch der k.u.k. Monarchie, kam Kalna zu Polen. Unterbrochen wurde dies nur durch die Besetzung Polens durch die Wehrmacht im Zweiten Weltkrieg.
Von 1975 bis 1998 gehörte Kalna zur Woiwodschaft Bielsko-Biała.